# Фрідріхсгольм
Фрідріхсгольм (нім. Friedrichsholm) — громада в Німеччині, розташована в землі Шлезвіг-Гольштейн. Входить до складу району Рендсбург-Екернферде. Складова частина об'єднання громад Гонер-Гарде.
Площа — 7,13 км2. Населення становить 422 ос. (станом на 31 грудня 2020).